# تصويت نزيه
التصويت النزيه عبارة عن إدلاء بالأصوات للحصول على نتيجة يفضلها المصوتون عن كل الآخرين. في الانتخابات، يشير التصويت النزيه بشكل رسمي إلى اختيار أفضل مرشح مفضل للناخب. وقد يبدو في البداية أن كل عمليات التصويت يمكن أن تكون نزيهة، حيث أن التصويت ما هو إلا طريقة لمشاركة الأفراد في القرار الجماعي من خلال التعبير عن الرأي. ومع ذلك، فإن تصميم العديد من الأنظمة الانتخابية يمنع التعبير الكامل عن رأي الناخبين. ونتيجة لذلك، يمكن أن يحاول الناخبون منع النتائج غير المرغوب فيها وليس دعم النتائج الإيجابية. بحكم التعريف، يشير التصويت غير النزيه إلى الحالة التي يدعم فيها الناخب نتائج غير مرغوب فيها لمنع نتيجة مرغوبة بشكل أقل.

## الانتخابات التي تضم العديد من المرشحين
غالبًا ما تتطلب الانتخابات التي تسمح بصوت واحد فقط بين أكثر من مرشحين اثنين الاختيار بين التصويت بنزاهة أو بعدم نزاهة. وإذا كان من غير المحتمل أن يفوز المرشح المفضل لدى الناخب، فغالبًا ما يختار الناخب بين أفضل اثنين من المرشحين اعتمادًا على مبدأ أخف الضررين. ومع ذلك، فإن خيار إقران التصويت هو خيار آخر يمكن أن يسمح لاثنين من المصوتين غير النزيهين بالتصويت بشكل نزيه بدون تغيير نتائج جولة الإعادة بين المرشحين الرئيسيين. على سبيل المثال، في الانتخابات الرئاسية للولايات المتحدة، إذا اتفق الديمقراطي والجمهوري في نفس مقاطعة التصويت على التصويت لمرشحي الأطراف الأخرى، فإنهم سوف يصلون إلى نفس التأثير الذي يمكن تحقيقه في جولة الإعادة بين الديمقراطيين / الجمهوريين، كما أنهم يحصلون على الفرصة للتصويت بشكل نزيه لصالح مرشحي الأطراف الأخرى.

## الأنظمة الانتخابية
تكون كل عمليات التصويت نزيهة في الأنظمة الانتخابية التي تفي بمعيار خيانة المرشح المفضل. ويميل سلوك التصويت في أنظمة التصويت المعقدة إلى خلق مستويات مرتفعة من الصعوبات الإستراتيجية المتشابهة.